# Polistes dominula
Polistes dominula (Christ, 1791) è un imenottero della famiglia Vespidae, diffuso nel continente europeo e in Nordafrica.

## Descrizione

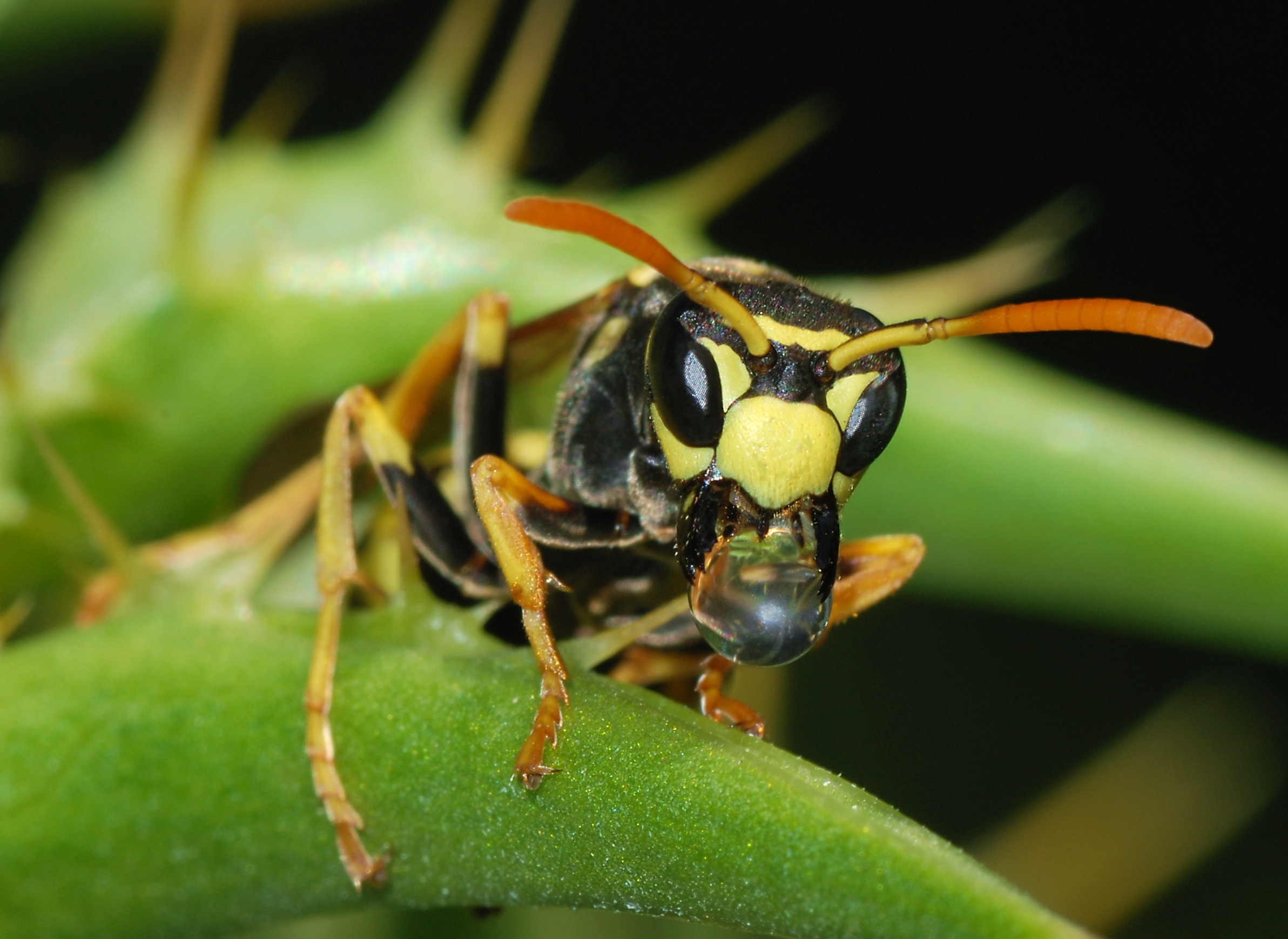
Primo piano del capo.

È una vespa che si riconosce per la figura snella, dalle bande nere e gialle lucenti.
È caratterizzata dal colore giallo dell'ultimo urosternite e dalle antenne e guance di colore giallo e mandibole quasi sempre completamente nere.
È una vespa dall'aggressività medio-bassa.
Viene facilmente confusa con la Vespula germanica, simile a Polistes dominula ma più aggressiva.

## Distribuzione e habitat
È originaria dell'Europa e del Nordafrica, sebbene sia ben acclimatata in Asia, negli Stati Uniti e in numerosi stati del Sud America.

## Biologia

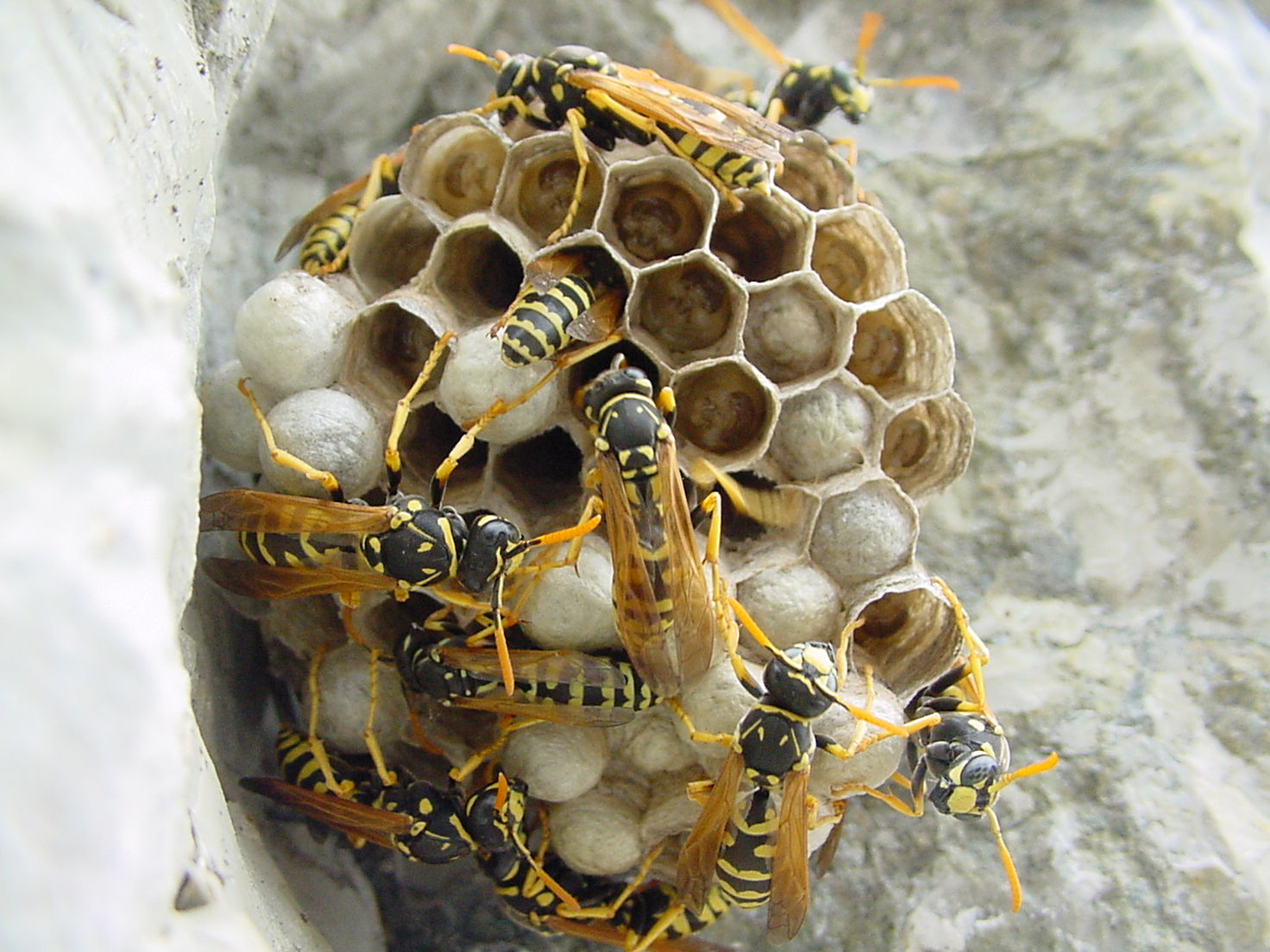
Nido

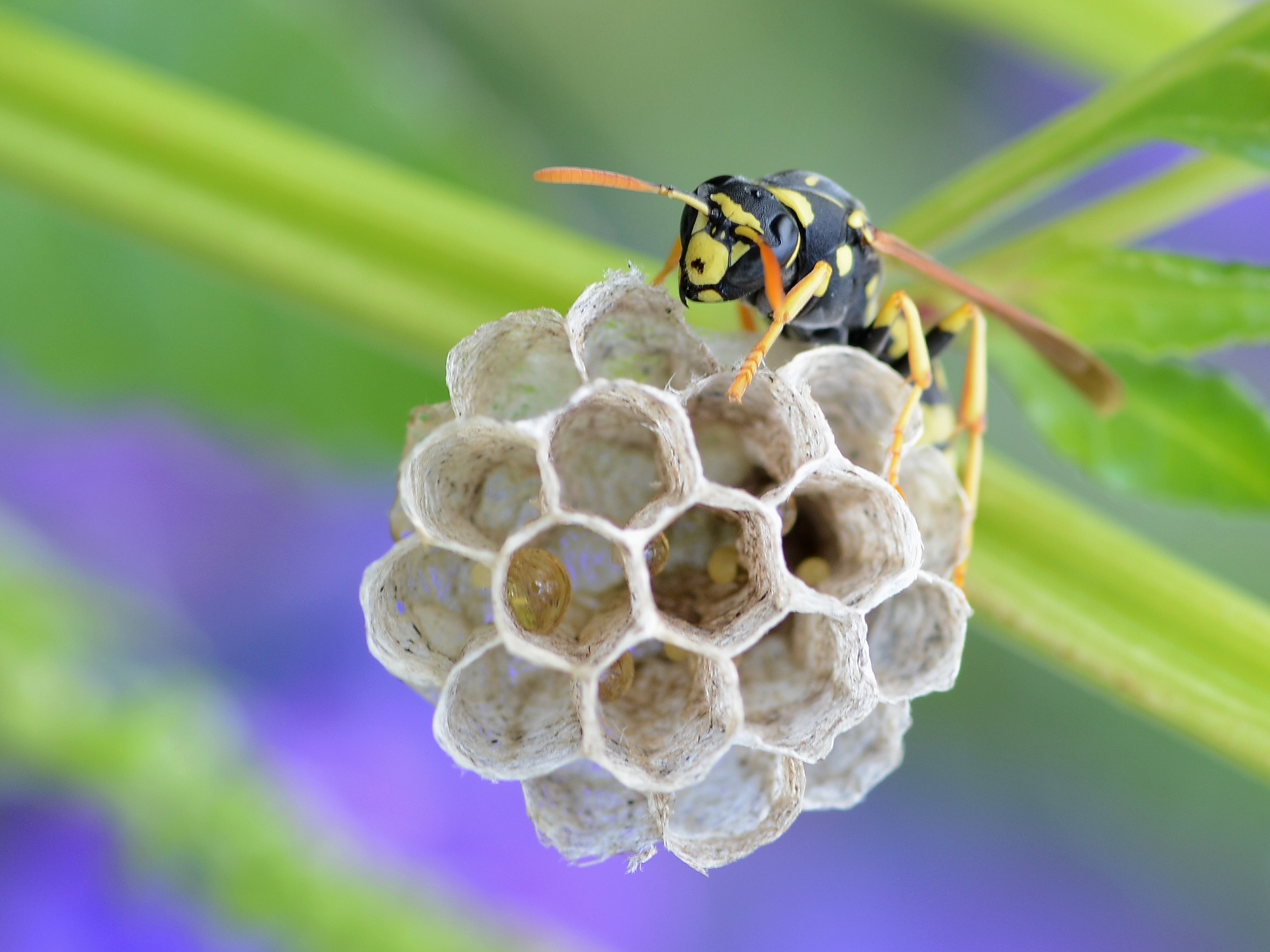
Giovane regina di Polistes dominula mentre sorveglia il suo nido. Si notano le gocce di miele, che questa vespa produce in piccole quantità per le larve.

Il ciclo vitale di questa vespa è quasi identico a quello di tutti gli altri Polistes, inizia quando una femmina (fondatrice) fecondata inizia a costruire in primavera, verso la fine di marzo e l'inizio di aprile, un nido composto da un peduncolo in cellulosa (ricavata masticando le schegge di legno) e una serie di celle esagonali costruite sul peduncolo. In ognuna di esse depone un uovo, quindi continua i lavori ampliando il nido celletta dopo celletta. Costruisce il nido e fortifica il peduncolo dello stesso mischiando la cellulosa del legno masticato con la sua saliva, la modella e la fa asciugare.

Quando le uova nascono, dopo circa 15 o 20 giorni, la vespa fondatrice si occupa di nutrire le larve con altri insetti uccisi dalla stessa e masticati. Nel 40% dei nidi appena iniziati, ci sono più femmine fecondate che cooperano per la costruzione del nido, ma solo una, la dominante (femmina alfa o regina), ha il diritto di deporre le uova e costruire una scala gerarchica secondo la quale in seguito ad una sua ipotetica scomparsa, la femmina a lei più vicina gerarchicamente (femmina beta) ha il diritto a rimpiazzarla.
 Le manifestazioni gerarchiche avvengono mediante comportamenti quasi violenti, che la fondatrice dominante attua nei confronti delle sue subordinate. Tra questi comportamenti ci sono la trofallassi e delle lievi percosse.

Dopo due settimane dalla nascita delle larve, esse stesse, ormai già abbastanza grosse da occupare tutto il volume della loro cella, iniziano a tessere un filo di seta a formare un opercolo che chiuderà l'imboccatura della loro cella.
Riemergeranno dopo altre 2 settimane come vespe operaie, più piccole delle fondatrici e totalmente dedite a difendere la colonia, ampliare il nido e raccogliere cibo per le sorelle più piccole in fase larvale.

Le operaie sono femmine dedite alla manutenzione della colonia ed alla sua difesa, non si possono riprodurre perché la fondatrice assopisce il loro sviluppo ovarico mediante ormoni da essa prodotti.
In colonie abbastanza grandi, una fondatrice genera anche più di 100 operaie, ma siccome queste hanno una vita breve (a causa del loro estenuante e continuo lavoro per la colonia) non ve ne sono mai più di 20-30 sullo stesso nido. Per quasi tutta l'estate, il nido va avanti producendo operaie che costruiscono nuove celle. La regina (cioè la vecchia fondatrice) muore circa in luglio, ma prima di morire lascia un nutrito numero di uova aploidi (non feconde, che daranno vita ad esemplari di sesso maschile) e diploidi(normali uova feconde). Le uova diploidi però non daranno più vita ad operaie, perché la regina è morta e con essa il suo feromone di dominazione. Quindi nascono, oltre ai maschi (gran parte di essi nati dalle operaie che riescono a sviluppare gli ovari dopo la morte della regina) nuove vespe fondatrici in grado di accoppiarsi e procreare. Ma ormai è autunno, quindi verso settembre-ottobre iniziano a morire tutte le operaie, i maschi e le nuove fondatrici si accoppiano e queste ultime vanno in letargo in attesa di ricominciare il ciclo nell'anno successivo. I maschi e le operaie, invece, non superano l'inverno.
Non sono rare le volte in cui le femmine svernano in gruppo per poi dissolversi quando giunge il momento di creare i nuovi nidi, a volte però due o più femmine che hanno svernato in gruppo si troveranno a costruire assieme il nuovo nido (poliginia).